# Phạm Văn Hạnh
Phạm Văn Hạnh (1 tháng 3 năm 1913 - 7 tháng 6 năm 1987) là một nhà thơ, nhà báo Việt Nam, và là một cây bút nòng cốt trong nhóm Xuân Thu nhã tập ra đời trong thời tiền chiến. Khi viết, ông ký tên thật hoặc ký bút hiệu Thê Húc (sau năm 1945).

## Tiểu sử
Phạm Văn Hạnh là một nhà thơ, nhà báo, sinh ngày 1 tháng 3 năm 1913 tại Hà Nội, cha mẹ là người gốc miền Nam. Cha của ông là Phạm Văn An sinh ở Sa Đéc nhưng cha mẹ mất sớm nên thuở nhỏ ở với ông bà ngoại ở Bình Tiên (Chợ Lớn), mẹ là Dương Thị Lương người Cần Giuộc. Cha của ông được cử ra miền Bắc làm Tham Tá Thương Chánh ở Hà Nội từ đầu thế kỷ 20, tham tá An có 7 người con, ngoại trừ người con gái đầu sinh ở miền Nam, các người con khác đều sinh ở miền Bắc và Phạm Văn Hạnh là người con thứ sáu (thứ bảy theo cách gọi của người miền Nam). Người con gái thứ tư (miền Nam là thứ năm) là mẹ của nhà văn, nhà thơ Nguyễn Đăng Thường (giáo sư trường Chu Văn An), người con gái thứ năm (miền Nam là thứ sáu) là mẹ của Bình Minh (giáo sư văn khoa), Bình Thanh (nhà ngoại giao) và Bình Trang (giáo sư âm nhạc). Đầu thập niên 1930 tham tá Phạm Văn An nghỉ hưu trở về miền Nam sinh sống ở Cần Thơ để gần người con gái thứ hai, tại đây ông đầu tư vào việc mua nhà cửa và ruộng đất, hiện nay căn nhà hương hỏa của họ Phạm còn ở nơi cầu Cái Khế, có lẽ vì vậy mà nhiều người lầm tưởng là Phạm Văn Hạnh quê ở Cần Thơ. Lúc đó Phạm Văn Hạnh đang theo học y khoa nên ở lại Hà Nội và cộng tác với các báo Thanh Nghị, Ngày Nay, Tinh Hoa, Thế Giới..., mỗi tháng được cha gởi trợ cấp cho 30 đồng, đây là một số tiền lớn, còn hơn cả lương công chức cao cấp thời đó. 
Năm 1939 Phạm Văn Hạnh cùng Nguyễn Lương Ngọc, Đoàn Phú Tứ, Nguyễn Xuân Sanh, Nguyễn Xuân Khoát, Nguyễn Đỗ Cung hình thành một tuyên ngôn nghệ thuật lấy tên là Xuân Thu Nhã Tập, bao gồm phần lý thuyết và phần thực hành trên ba lãnh vực: Thơ, Nhạc và Họa, đến tháng 6 năm 1942 thì nhóm cho phát hành tập Xuân Thu Nhã Tập. Trong thời gian này Phạm Văn Hạnh bị bịnh lao, cuối năm 1942 ông vào Faifo (Hội An) dạy học một thời gian ngắn, tháng 10 năm 1943 ông về Cần Thơ thọ tang cha, thọ tang mẹ năm 1944 và ở đó cho đến khi chiến tranh bùng nổ vào năm 1945 thì lên Sàigòn làm báo. 
Tại Sàigòn, Phạm Văn Hạnh cùng với Thiếu Sơn, Thiên Giang, Tam Ích viết lý luận và phê bình văn học hiện thực Mác-xít cho báo Chân Trời Mới và viết sách giáo khoa cùng dịch những sách của hội Cơ Đốc Phục Lâm (Seventh-Day Adventist Church) từ tiếng Anh ra tiếng Việt. Trong thời gian này, nhiều người biết đến ông qua bút hiệu Thê Húc. Vì có bịnh lao nên sau khi khỏi bịnh ông mới lập gia đình vào tháng 1 năm 1953, lúc đó đã 40 tuổi. Năm 1954 Phạm Văn Hạnh làm cho Việt Tấn Xã (Vietnam Press), đến năm 1966 thì phải về hưu (tuổi hưu lúc đó là 53) nhưng vì ông đang làm trưởng ban dịch thuật Pháp văn mà không có người thay thế nên được giữ lại làm cho đến năm 60 tuổi (1973) thì về hưu, tuy nhiên sau đó vẫn không có người thay nên Việt tấn xã lại tiếp tục ký hợp đồng ngắn hạn với ông vài ba tháng một lần cho đến tháng 4 năm 1975. Trong thời gian làm việc cho Việt tấn xã, Phạm Văn Hạnh cũng cộng tác thường xuyên với các tạp chí, tuần báo, nguyệt san tại Sàigòn như Bách Khoa, Phổ Thông... 
Vào những ngày cuối cùng của Việt Nam Cộng Hòa, Phạm Văn Hạnh cùng gia đình rời Việt Nam qua đảo Guam ngày 25 tháng 4 năm 1975, đến ngày 9 tháng 5 gia đình được chuyển qua trại tị nạn Fort Chaffee ở Little Rock, Arkansas, Mỹ quốc và định cư tại Tully, một thị trấn nhỏ ở phía Nam thành phố Syracuse, tiểu bang New York ngày 10 tháng 6 năm 1975.
Từ đây Phạm Văn Hạnh phải làm việc không liên quan tới ngành báo chí, sách vở là làm việc cho viện dưỡng lão “Loretto Nursing Homes” ở Syracuse để sinh sống, tuy nhiên, ông vẫn thường xuyên gửi bài viết cho các tờ báo người Việt ở hải ngoại. Năm 1980 Phạm Văn Hạnh dọn về Syracuse, New York và nghỉ hưu vào năm 1985. Đầu năm 1987 ông bị ngã chấn thương đầu, nằm nhà thương 3 tháng, sau đó về nhà nhưng lại bị ngã thêm một lần nữa và ông từ trần vào ngày 7 tháng 6 năm 1987, thọ 74 tuổi và được hỏa táng ngày 10 tháng 6 năm 1987, đúng 12 năm sau khi ông định cư tại Mỹ. Phạm Văn Hạnh có 4 người con, 2 trai, 2 gái, hiện nay vợ con ông sinh sống tại Hoa Kỳ. 
Theo lời thuật lại của người em trai út của Phạm Văn Hạnh là Phạm Văn Long (Tám Long) thì khi còn ở Hà Nội, gia đình tham tá Phạm Văn An ở tại số 35 phố Cầu Gỗ, phía sau nhà nhìn ra cầu Thê Húc nên sau này Phạm Văn Hạnh lấy bút hiệu Thê Húc để nhớ về kỷ niệm thời trẻ. Ngoài ra, ông còn dùng những bút danh khác như Thời Nhân, Thế Nhân, Tịch Khách, Thanh Trai, Thế Chu v.v…
Có một số người liệt kê Phạm Văn Hạnh thuộc vào giới cầm bút miền Nam giống như các ông Tam Ích, Thiên Giang, nhưng thật ra tuy cha mẹ là người miền Nam, ông lại sanh ra và lớn lên tại miền Bắc như anh em gia đình Nhất Linh, đến năm 30 tuổi ông mới vào Nam sinh sống nên ông nói giọng Bắc và sinh hoạt như người Hà Nội chính cống, sau này lấy vợ là người Sa Đéc nhưng vợ con ông cũng nói tiếng Bắc theo ông. Nhà thơ Nguyễn Đăng Thường gọi Phạm Văn Hạnh là cậu ruột có kể một câu chuyện vui là khi Phạm Văn Hạnh lên Sàigòn sinh sống, lúc đó chưa có vợ nên ông ở nhà người chị ruột, một hôm người chị làm gà xé phay là món miền Nam, ông thấy gà xé miếng nhỏ không giống như những miếng gà luộc có lá chanh thái mỏng như người miền Bắc nên từ đó ông không ăn cơm ở nhà mà ra ngoài ăn.
Phạm Văn Hạnh là người kín đáo, ít nói nên tuy ông có viết trên các báo nhưng với nhiều bút hiệu khác nhau nên không rõ là ông đã sáng tác nhiều hay ít và thuộc thể loại nào. Thí dụ như sau khi ông mất, gia đình thấy trên bàn viết của ông có một chi phiếu 60$ của báo Tiền Phong tại Mỹ trả nhuận bút cho hai bài viết của ông với bút hiệu là Thế Chu (do chữ Thê Húc sắp lại, và cũng là Thú Chê nói lái). Năm 2000 nhà thơ Nguyễn Đăng Thường có sưu tập những bài thơ của Phạm Văn Hạnh ở rải rác khắp nơi và in thành tập thơ “Giọt Sương Hoa và những bài thơ khác”. Phạm Văn Hạnh theo đạo Lão nhưng được nhà thờ United Methodist Church ở Tully, New York bảo trợ nên thỉnh thoảng gia đình ông vẫn sinh hoạt với nhà thờ vì ông có người con trai đàn vĩ cầm rất hay nên thường đàn giúp nhà thờ trong những buổi Thánh lễ. Nhà thờ United Methodist Church là nơi đầu tiên đã đón tiếp gia đình ông định cư tại Mỹ vào ngày 10 tháng 6 năm 1975 và cũng là nơi làm lễ an táng cho ông trước khi hỏa táng vào ngày 10 tháng 6 năm 1987 (tròn 1 giáp 12 năm) nên sau này gia đình chọn ngày 10 tháng 6 làm ngày giỗ của ông thay vì ngày mất là 7 tháng 6.

## Tác phẩm
- Giọt sương hoa (1942)
- Dân chủ và dân chủ (1948)
- Văn chương và xã hội (1948)
- Tìm hiểu biện chứng pháp (viết chung với Thiên Giang) (1948)
- Nghệ thuật và nhân sinh (viết chung với Tam Ích và Thiên Giang) (1949)

- Tia nắng (1950)
- Bài hát Tì Bà (1952)
- Bảng toát yếu về bước đường tiến hóa của văn học Việt Nam (1953)[1].

Ngoài ra, ông còn có một số bài thơ và bài viết về quan niệm sáng tác in trong cuốn Xuân Thu nhã tập xuất bản năm 1942.

## Giới thiệu một bài thơ
Trong Việt Nam thi nhân tiền chiến (quyển hạ), có giới thiệu 3 bài thơ của Phạm Văn Hạnh: "Người có nghe", "Thư, Thơ" và "Giọt sương hoa" (đều đã in trong Xuân Thu nhã tập, 1942). Dưới đây là bài Người có nghe:
| Tôi dâng nàng Một nửa đời tội lỗi -Và nàng sẽ cho tôi Tất cả tấm lòng băng! (Hoa Hương) Người có nghe ru nhánh nhạc gầy Dạt dào sóng thắm xõa muôn giây Trưa nay gió dị và trong tóc Hoa khép òa lên tiếng nước mây. | Dặt dìu nhị đắm nổi sau xưa… Điệu lả hồn rung ý nhạt thưa Rầu rĩ vỉ van đôi ngón mộng Nâng đôi hàm tiếu bút say sưa. Gác kín buồn sâu khóa ước mơ Mùa đông ép mãi giữa khăn tơ Kìa trông men bướm bốc lên nắng Phấn lệ còn đây giữ xuống thơ... Người có nghe đưa nhịp não nề Hương tà dăng nhớ quyến song the Đàn xa cũng mắc sầu này chứ? -Giọng thẳm hơi cao, người có nghe... |

Và phần 3 (tức phần cuối) của bài Giọt sương hoa:
Mỗi buổi thu tàn lại cuốn theo quãng ngày xanh mà giục ta nghĩ đến những mùa chuyển tới. Thu tàn ở đây cũng nhiều diễm lệ, không phải chỉ màu nắng bạo tàn. Những chiều trong vắt, và những đêm tăng sáng, sáng như điều hoài niệm.
...Những ngày mệt mỏi ta nằm giạt trên bãi cát khô, sẵn lòng đợi một buổi mai bụi trắng chôn vùi, - nhưng kiếp sau…có bao giời tới bến?
Cảm ơn trời ban cho ta sức sống trong thời gain một buổi sớm.
Buổi sớm ngạt ngào mùi sen trên mái tóc đương tơ.
Sao ta không tiêu tán giữa buổi tưng bừng ngày hạ.
Phù dung kia chỉ nở một ngày để ngâm nợi muôn đời xinh đẹp, rồi tàn trong bóng tối ngàn sương...
Thu tới làm chi, với rất nhiều mỹ lệ.
Hậu Giang những ngày gió,
Phạm Văn Hạnh